# (73911) 1997 GD22
(73911) 1997 GD22 – planetoida z pasa głównego asteroid okrążająca Słońce w ciągu 3,74 lat w średniej odległości 2,41 j.a. Odkryta 6 kwietnia 1997 roku.